# Nehru Stadium (Guwahati)
Das Nehru Stadium ist ein Multifunktions-Stadion in der indischen Stadt Guwahati, dass vorwiegend für Cricket und Fußball genutzt wird. Es wurde im Jahr 1962 gebaut und hat eine Zuschauerkapazität von 15.000 Zuschauern.

## Geschichte
Erbaut wurde das Stadion auf Initiative von Radha Govinda Baruah, einem Zeitungsmacher in Assam. Dieser wählte eine nicht entwickeltes Gebiet, das auch als unkontrollierte Müllhalde bekannt war um es in einen Sportkomplex zu entwickeln. Er organisierte die Finanzierung, die er unter anderem vom National Sports Council of Assam erhielt, investierte jedoch auch private Mittel, um das Projekt am Leben zu halten. Auch wurden Spendensammlungen durchgeführt, unter anderem mit Wrestling-Matches, an denen auch Dara Singh teilnahm. Das Stadion wurde am 16. Juli 1962 als Nehru Stadium, im Gedenken an Politiker Jawaharlal Nehru, mit einem Fußballspiel eröffnet. Daraufhin übernahm das Board of Sports of Assam das Management des Stadions.

## Kapazität und Infrastruktur
Heute hat das Stadion eine Kapazität von bis zu 15.000 Zuschauern, hatte jedoch in der Vergangenheit Kapazitäten von bis zu 25.000 Zuschauern. Das Stadion ist in einen Sportkomplex eingebettet, unter anderem mit Sporthallen, Swimmingpool und Tennisfeldern. Die Ends des Cricketfeldes heißen Pavilion End und Railway End.

## Cricket
Das erste One-Day International fand in dem Stadion bei der Tour der West Indies gegen Indien im Oktober 1983 statt. In der Folge wurden insgesamt 16 ODIs in dem Stadion ausgetragen, das letzte bei der Tour Neuseelands im November 2010. Ein Problem für das Stadion ist der häufig anzutreffende dichte Nebel in den Morgenstunden und die frühe Verschlechterung der Lichtbedingungen in den Abendstunden, das die Spielzeit am Tag deutlich einschränkte. Im nationalen Cricket wird das Stadion von Assam für Spiele in der Ranji Trophy, Duleep Trophy und Deodhar Trophy genutzt.
Jedoch verschlechterten sich die Bedingungen über die Zeit und das Stadion wurde für internationales Cricket nicht mehr als zeitgemäß erachtet. Im Jahr 2017 eröffnete in der Stadt das Barsapara Stadium, was heute vorwiegend für Cricketaktivitäten genutzt wird.

## Fußball
Das Stadion kann insgesamt zwei Fußballplätze beherbergen. Es ist üblicher Austragungsort der Bordoloi Trophy, hat in der Vergangenheit auch Spiele des Federation Cup und Santosh Trophy beherbergt.